# 費爾梅德 (加利福尼亞州)
費爾梅德（英語：Fairmead）是位於美國加利福尼亞州馬德拉縣的一個人口普查指定地區。

## 地理
費爾梅德的座標為37°04′35″N 120°11′35″W / 37.07639°N 120.19306°W，而該地最高點為海拔高度77米（即253英尺）。

## 人口
根據2010年美國人口普查的數據，費爾梅德的面積為21.652平方千米，均為陸地。當地共有人口1447人，而人口密度為每平方千米66人。